# Lekkoatletyka na Letnich Igrzyskach Olimpijskich 1928 – bieg na 1500 m mężczyzn
Bieg na 1500 metrów mężczyzn był jedną z konkurencji rozgrywanych podczas VIII Letnich Igrzysk Olimpijskich. Biegi zostały rozegrane w dniach 1 - 2 sierpnia 1928 roku na Stadionie Olimpijskim w Amsterdamie.

## Terminarz
| Data            |            |
| --------------- | ---------- |
| 1 sierpnia 1928 | Eliminacje |
| 2 sierpnia 1928 | Finał      |

## Eliminacje
Z każdego z 6 biegów do finału awansowało dwóch pierwszych zawodników. 

## Wyniki

### Eliminacje

#### Bieg 1
| Poz. | Zawodnik       | Reprezentacja  | Czas   | Uwagi |
| ---- | -------------- | -------------- | ------ | ----- |
| 1.   | Hans Wichmann  | Niemcy         | 4:03,0 | Q     |
| 2.   | Adolf Kittel   | Czechosłowacja | b.d.   | Q     |
| 3.   | József Marton  | Węgry          | b.d.   |       |
| 4.   | Luigi Beccali  | Włochy         | b.d.   |       |
| 5.   | Guus Zeegers   | Holandia       | b.d.   |       |
| 6.   | George Hyde    | Australia      | b.d.   |       |
| 7.   | Józef Jaworski | Polska         | 4:14,0 |       |
| 8.   | Séra Martin    | Francja        | b.d.   |       |
| 9.   | G.N. Coughlan  | Irlandia       | b.d.   |       |

#### Bieg 2
| Poz. | Zawodnik         | Reprezentacja     | Czas   | Uwagi |
| ---- | ---------------- | ----------------- | ------ | ----- |
| 1.   | Herbert Böcher   | Niemcy            | 3:59,6 | Q     |
| 2.   | William Whyte    | Australia         | 3:59,9 | Q     |
| 3.   | Armas Kinnunen   | Finlandia         | 4:01,5 |       |
| 4.   | Albert Larsen    | Dania             | 4:01,5 |       |
| 5.   | Reidar Jørgensen | Norwegia          | 4:01,6 |       |
| 6.   | Jack Walter      | Kanada            | b.d    |       |
| -    | Frédéric du Hen  | Holandia          | DNF    |       |
| -    | Gyula Belloni    | Węgry             | DNF    |       |
| -    | Lloyd Hahn       | Stany Zjednoczone | DNF    |       |

#### Bieg 3
| Poz. | Zawodnik         | Reprezentacja   | Czas   | Uwagi |
| ---- | ---------------- | --------------- | ------ | ----- |
| 1.   | Eino Purje       | Finlandia       | 4:00,8 | Q     |
| 2.   | Jules Ladoumègue | Francja         | b.d.   | Q     |
| 3.   | Stan Ashby       | Wielka Brytania | b.d.   |       |
| 4.   | Vilém Šindler    | Czechosłowacja  | b.d.   |       |
| 5.   | Serafín Dengra   | Argentyna       | b.d.   |       |
| 6.   | Luka Predanić    | Królestwo SHS   | 4:27,0 |       |
| 7.   | Pete Walter      | Kanada          | b.d.   |       |
| 8.   | Jan Zeegers      | Holandia        | b.d.   |       |
| 9.   | G.Georgacopoulos | Grecja          | b.d.   |       |

#### Bieg 4
| Poz. | Zawodnik           | Reprezentacja     | Czas   | Uwagi |
| ---- | ------------------ | ----------------- | ------ | ----- |
| 1.   | Paul Martin        | Szwajcaria        | 4:00,8 | Q     |
| 2.   | Harri Larva        | Finlandia         | 4;02,0 | Q     |
| 3.   | Reg Thomas         | Wielka Brytania   | b.d.   |       |
| 4.   | David Griffin      | Kanada            | b.d.   |       |
| 5.   | Leopoldo Ledesma   | Argentyna         | b.d.   |       |
| 6.   | A.Mangos           | Grecja            | b.d.   |       |
| 7.   | Ömer Besim Kosalay | Turcja            | b.d.   |       |
| -    | Sid Robinson       | Stany Zjednoczone | DNF    |       |

#### Bieg 5
| Poz. | Zawodnik      | Reprezentacja     | Czas   | Uwagi |
| ---- | ------------- | ----------------- | ------ | ----- |
| 1.   | Ray Conger    | Stany Zjednoczone | 4:02,6 | Q     |
| 2.   | Jean Keller   | Francja           | 4:02,7 | Q     |
| 3.   | Edvin Wide    | Szwecja           | b.d.   |       |
| 4.   | Otto Peltzer  | Niemcy            | b.d.   |       |
| 5.   | Alex Docherty | Kanada            | b.d.   |       |
| 6.   | Reggie Bell   | Wielka Brytania   | b.d.   |       |
| 7.   | Ph.Coenjaerts | Belgia            | b.d.   |       |
| 8.   | C.Chapa       | Meksyk            | b.d    |       |

#### Bieg 6
| Poz. | Zawodnik            | Reprezentacja              | Czas   | Uwagi |
| ---- | ------------------- | -------------------------- | ------ | ----- |
| 1.   | Cyril Ellis         | Wielka Brytania            | 4:01,8 | Q     |
| 2.   | Hans-Helmuth Krause | Niemcy                     | b.d.   | Q     |
| 3.   | Nick Carter         | Stany Zjednoczone          | b.d.   |       |
| 4.   | Leo Helgas          | Finlandia                  | 4:06,0 |       |
| 5.   | Danie Jacobs        | Związek Południowej Afryki | b.d.   |       |
| 6.   | Czesław Foryś       | Polska                     | 4:11,5 |       |
| 7.   | Wilhelm Effern      | Holandia                   | b.d.   |       |
| 8.   | Gurbachan Singh     | Indie                      | b.d    |       |

### Finał
| Poz. | Zawodnik            | Reprezentacja     | Czas   | Uwagi |
| ---- | ------------------- | ----------------- | ------ | ----- |
| 1.   | Harri Larva         | Finlandia         | 3:53,2 | OR    |
| 2.   | Jules Ladoumègue    | Francja           | 3:53,8 |       |
| 3.   | Eino Purje          | Finlandia         | 3:56,4 |       |
| 4.   | Hans Wichmann       | Niemcy            | 3:56,8 |       |
| 5.   | Cyril Ellis         | Wielka Brytania   | 3:57,6 |       |
| 6.   | Paul Martin         | Szwajcaria        | 3:58,4 |       |
| 7.   | Hans-Helmuth Krause | Niemcy            | 3:59,0 |       |
| 8.   | Adolf Kittel        | Czechosłowacja    | 4:00,4 |       |
| 9.   | William Whyte       | Australia         | 4:00,4 |       |
| 10.  | Ray Conger          | Stany Zjednoczone | b.d.   |       |
| 11.  | Jean Keller         | Francja           | b.d.   |       |
| -    | Herbert Böcher      | Niemcy            | DNF    |       |